# کانه‌یاما، یاماگاتا
کانه‌یاما، یاماگاتا (به لاتین: Kaneyama, Yamagata) یک منطقهٔ مسکونی در ژاپن است که در استان یاماگاتا واقع شده‌است. کانه‌یاما ۱۶۱٫۷۹ کیلومتر مربع مساحت و ۶٬۰۵۵ نفر جمعیت دارد.